# لوئیجی نوبیله
لوئیجی نوبیله (انگلیسی: Luigi Nobile; ۲۴ فوریهٔ ۱۹۲۱ – ۱۸ فوریهٔ ۲۰۰۹) بازیکن فوتبال اهل ایتالیا بود.
از باشگاه‌هایی که در آن بازی کرده‌است می‌توان به باشگاه فوتبال آ.اس. رم اشاره کرد.